# Pont-canal de Saint-Florentin
Le pont-canal de Saint-Florentin est un pont-canal qui permet au canal de Bourgogne d'enjamber l'Armance à Saint-Florentin dans l'Yonne en Bourgogne-Franche-Comté.

## Description
Composé de cinq arches dû à Jacques Foucherot, le pont est construit en 1810-1811 en pierre avec remplissage de brique et garde-corps en pierre. Il franchit l'Armance en amont de l'écluse 108, dite « écluse de Saint-Florentin ».
Il est géré par les Voies navigables de France.